# 北ドイツ福音ルター派教会
北ドイツ福音ルター派教会 (ドイツ語: Evangelisch-Lutherische Kirche in Norddeutschland) は、北ドイツの福音主義州教会である。ノルト (Nord、「北」の意) 教会とも呼ばれる。ノルトエルビエン福音ルター派教会 (NEK)、メクレンブルク福音ルター派州教会 (ELLM)、ポンメルン福音主義教会 (PEK) の統合によって2012年5月27日に設立された。

## 歴史
2006年10月、ポンメルン州教会総会は長時間に及んだ討議の後、メクレンブルク州教会との統合、ベルリン＝ブランデンブルク＝シュレージシェ・オーバーラウジッツ福音主義教会 (EKBO) との連携を試みることを明らかにした。2007年2月に、ノルトエルビエン福音ルター派教会 (NEK) がメクレンブルクとポンメルンの州教会にノルト (Nord) 教会 (北ドイツ福音ルター派教会) 設立に関する会談を提案した。2007年3月17日、ポンメルン州教会はノルトエルビエン福音ルター派教会 (NEK) との別の形態を調べることを表明した。2007年3月31日、メクレンブルク州教会がPlau am Seeにおいて、ポンメルン州教会と同様に北部教会設立に関する協議に加わることを表明した。2007年6月14日、リューベックにおいて、教会統合を進める3教会合同の分科会が統合検討協議会を開始した。2007年11月26日、シュヴェリーンにおいて、州教会統合に関する協議が開始された。2008年4月28日、ラッツェブルクにおける会議の後、州教会指導部はノルト教会監督と教会事務局をリューベックに置くことを公表した。
2009年2月5日、3つの州教会の代表者によって、統合協定がラッツェブルク大聖堂で署名された。
2009年3月28日、ラッツェブルクとプラウ・アム・ゼー、ツュスーオーにおいて同時開催された3つの州教会総会が統合協定に賛成した（3分の2の賛成が必要）。ラッツェブルクにおけるノルトエルビエン福音ルター派教会 (NEK) 総会は128人中102人の賛成を得た。ツュスーオーにおけるポンメルン福音主義教会 (PEK) 総会は58人中44人の賛成、プラウ・アム・ゼーにおけるメクレンブルク福音ルター派州教会 (ELLM) 総会は56人中39人の賛成を得た。
統合協定締結後、3州教会の連合体が教会規則（教憲）を作成し、決定することになる。その連合体は公法上の社団である。さらに、合同した州教会執行部と教会規則（教憲）を制定する総会を形成することになる。2010年10月31日（宗教改革主日）に、その総会は統合に関する討議をおこなうことになっている。
2009年5月26日、北ドイツ福音ルター派教会 (VELKN) 設立を担う協議会がハンブルクで開催され、2012年1月1日とされていた教会統合予定日を2012年5月27日（聖霊降臨日）に変更することを決定した。新教会設立を教会の重要祝日と結びつけるためにこの日が選ばれたのである。3つの州教会のメンバーたちは関係を持つために、テーマを掲げた学習会と交流会を開催することになっている。さらに、神学、教会規則、教会財政、執行体制、業務、および拠点移動に関するテーマを持った10の作業グループが作られる。その執行部の議長はゲルハルト・ウルリヒであり、ハンス＝ユルゲン・アプローマイトが第1副議長、アンドレアス・ファン・マルツァーンが第2副議長に選出された。
2010年9月17日と18日に開催されたルートヴィヒスルストでの教会指導部の討議において、教憲制定総会に向けた提案が作成された。さらに教会指導部はノルト福音主義教会という名称を提示した。なおその時点で北ドイツ福音ルター派教会という名称も言及されていた。当時の教憲草案には129の条項が有り、施行規則も協議された。

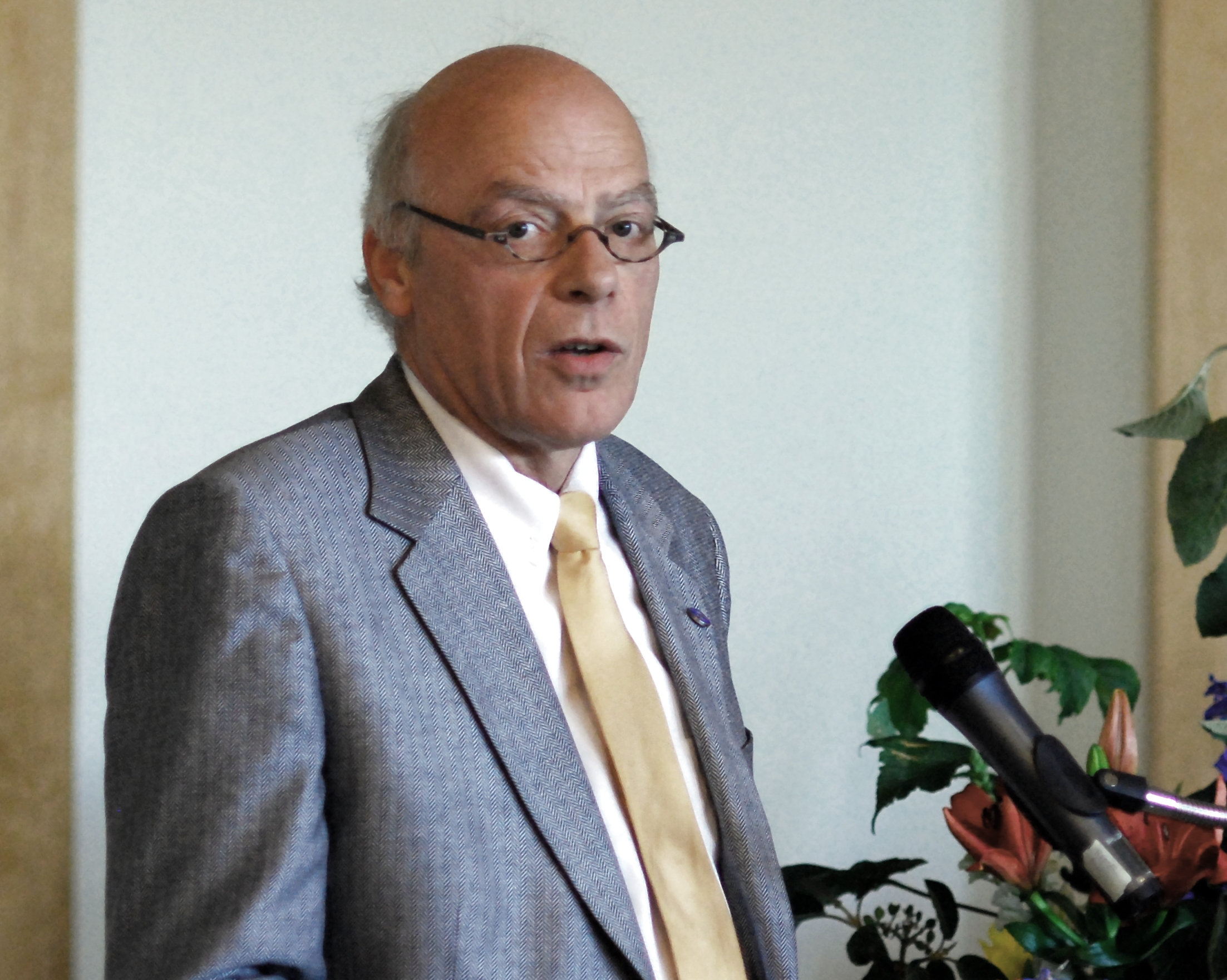
州教会監督
ゲルハルト・ウルリヒ(2009)

2010年10月29日から31日まで第1回教憲制定総会がトラフェミュンデで開催された。そこで教憲草案に関する最初の討議がおこなわれた。教憲第一次案を多数決で承認した。総会での激しい議論の後、総会代議員たちは北ドイツ福音ルター派教会という名称も多数決で決定した。その後、2011年夏までに教会指導部と諸集団において教憲に対する承認を得るために準備を開始することになった。計画通り、2012年の聖霊降臨日にこの統合が実施され、ドイツ福音主義教会内において5番目の規模を持つ州教会が設立された。

### 信仰告白
全体教会の教憲は神学的・教会法的原則を決定している。教憲には基本条項、教会共同体、州教会、職務、働き、財政規則、権利保護の定義づけがなされている。
2012年1月7日、北ドイツ福音ルター派教会は教憲を制定した。教憲第1条第4項にはアウクスブルク信仰告白(1530年)、アウクスブルク信仰告白弁証、シュマルカルデン条項、ルターの小教理問答、大教理問答を信仰告白文書として規定している。さらに、教憲前文において、北ドイツ福音ルター派教会はイエス・キリストによる福音を告白する際に、古代教会とルター派教会の諸信仰告白と共にバルメン宣言にも従うことを表明している。

## 設立
新しい教会は、3階層で構成される。それは州教会 (Landeskirche)、教会地区 (kirchenkreise)、教会共同体 (Kirchengemeinde) である。州教会は、その各階層で公法人上の社団の資格を有する。州教会は、運営に関する規定、財政規定、および法人定款規定に基づく規則を持つ。
州教会監督 (Landesbischof) の在住地はシュヴェリーンであり、州教会事務局の所在地はキールになる。この統合される教会は州教会という最上階層において、共に責任を担う総会、州教会執行部、教区に置かれる州教会監督によって運営される。教区に置かれる監督はシュレースヴィヒ、ハンブルク、グライフスヴァルトに所在地を持つ。
従来のメクレンブルク福音ルター派州教会の管轄地域において、メクレンブルク教会地区 (kirchenkreise) が以前あった権限を継承して設立される。従来のポンメルン福音主義教会の管轄地域において、ポンメルン教会地区 (kirchenkreise) が以前あった権限を継承して設立される。

## 州教会の管轄地域

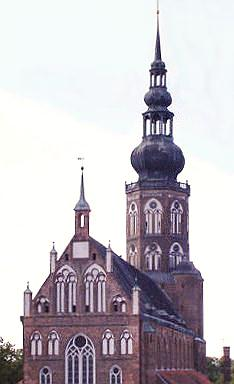
聖ニコライ大聖堂
(グライフスヴァルト)

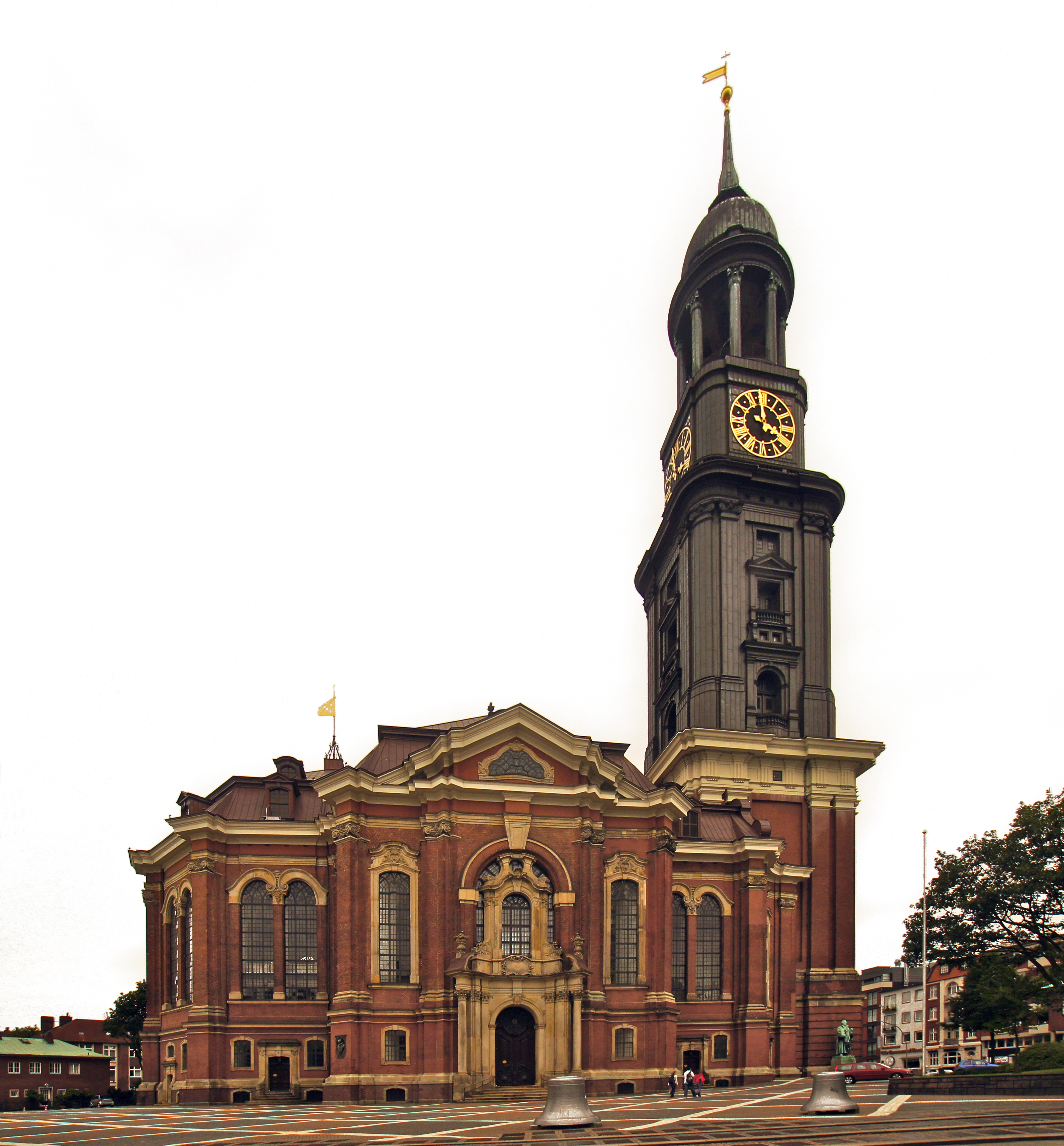
聖ミヒャエル教会
(ハンブルク)

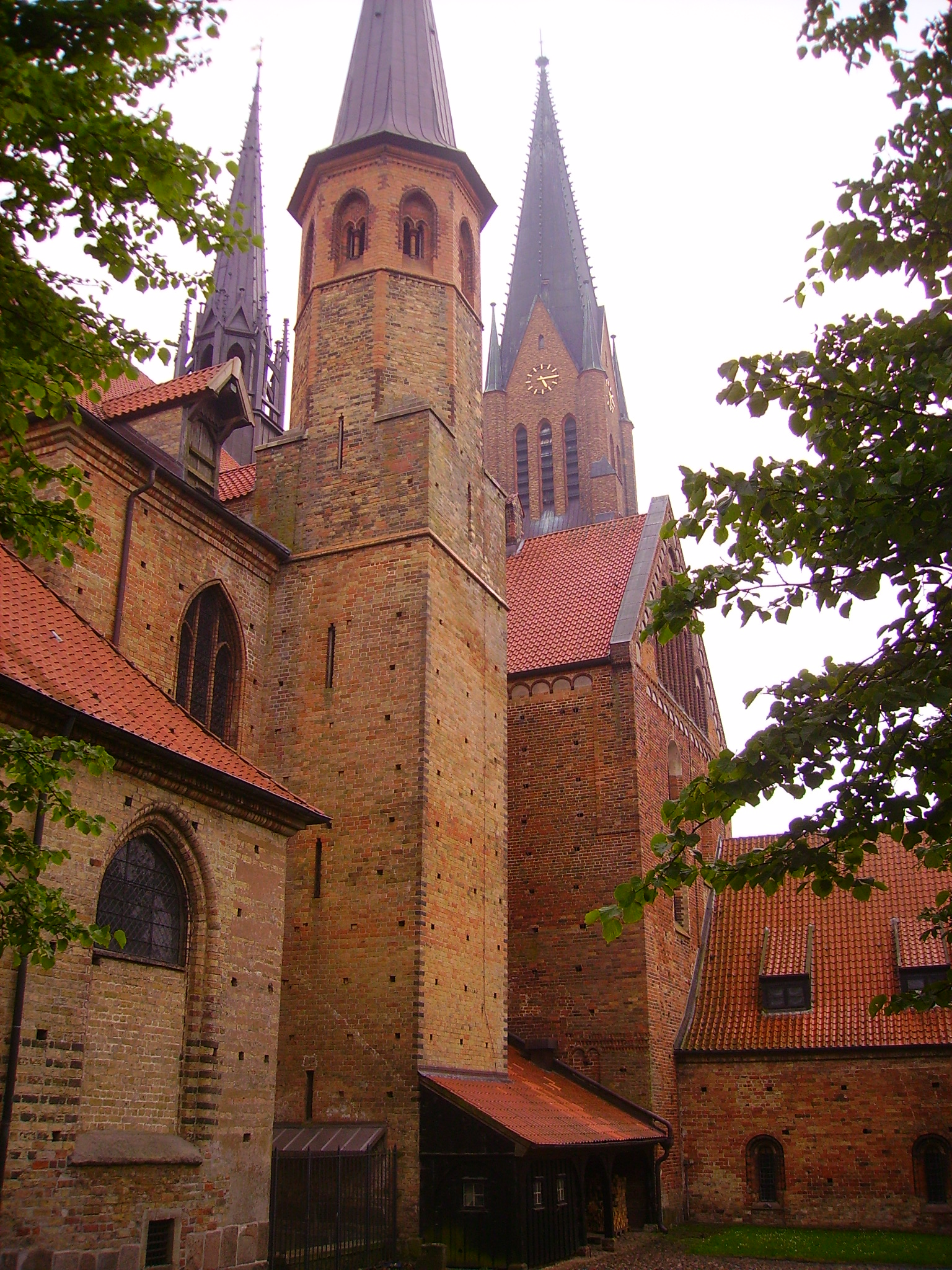
聖ペトリ大聖堂
(シュレースヴィヒ)

州教会監督ゲルハルト・ウルリヒの下で、州教会の管轄地域として3つの教区、メクレンブルク・ポンメルン教区、ハンブルク・リューベック教区、シュレースヴィヒ＝ホルシュタイン教区に分けられる。それぞれの教区には監督と呼ばれる指導的聖職者が存在している。州教会教憲の規定とは異なって、メクレンブルク・ポンメルン教区は2015年現在まだ2人の監督がいる。通例、教会地区は一人の地区長によって管轄されている。規模の大きな教会地区において、特例として教区監督と州教会事務局の許可を得て複数の地区長によって教会地区は管轄される。
- メクレンブルク・ポンメルン教区
監督: ハンス＝ユルゲン・アプローマイト（グライフスヴァルト）とアンドレアス・ファン・マルツァーン（シュヴェリーン）、2012年就任。
  - メクレンブルク教会地区
  - ポンメルン福音主義教会地区

- ハンブルク・リューベック教区
監督: キルステン・フェールス（ハンブルク）2012年就任。

- シュレースヴィヒ＝ホルシュタイン教区
監督: ゴットハルト・マガート、2014年就任。

## 加盟組織
北ドイツ福音ルター派教会はドイツ福音主義教会 (EKD)、ドイツ合同福音ルター派教会 (VELKD) に加盟する。同時にエキュメニカル教会評議会 (ÖRK)、ルター派世界連盟  (LWB)、欧州教会協議会 (KEK) と欧州福音主義教会連合(GEKE)にも加盟する。
ポンメルン福音主義教会はこれまで福音主義合同教会 (UEK) へ加盟してきた。北ドイツ福音ルター派教会設立後もポンメルン教区だけは福音主義合同教会 (UEK)に加盟し続けることを求めたが、福音主義合同教会 (UEK)はこの部分加盟案を拒否した。同時に、ドイツ合同福音ルター派教会 (VELKD) も重複加盟は認められないとする見解を示していた。そのため、福音主義合同教会 (UEK)への加盟は断念し、北ドイツ福音ルター派教会全体が福音主義合同教会 (UEK)の客員教会になることに落ち着いた。ポンメルン教会がルター派の信仰告白だけを持ち、ルター派世界連盟にも属している状況からこの決定が行われている。ドイツ合同福音ルター派教会 (VELKD) の教会規則が北ドイツ福音ルター派教会全体に適用される。礼拝における各地方の伝統は礼拝式文において許容される。この統合される教会は、ハンブルク、メクレンブルク＝フォアポンメルン州、シュレースヴィヒ＝ホルシュタイン州政府所在地に常駐する神学的、あるいは法的に充分な見識を持つ教会代理人を選ぶ。

## 教会員
3つの州教会は全業務を北ドイツ福音ルター派教会に移し、一つの州教会に統合される。
| 州教会           | 面積       | 会員数    | 教区 | 教会地区 | 教会共同体 |
| ---------------- | ---------- | --------- | ---- | -------- | ---------- |
| ノルトエルビエン | 16.525 km² | 2.109.960 | 2    | 27       | 595        |
| メクレンブルク   | 15.473 km² | 208.532   |      | 5        | 302        |
| ポンメルン       | 8.686 km²  | 103.231   |      | 4        | 240        |

## 北ドイツ福音ルター派教会礼拝式文

### メクレンブルク・ポンメルン教区聖餐礼拝第1基本式文

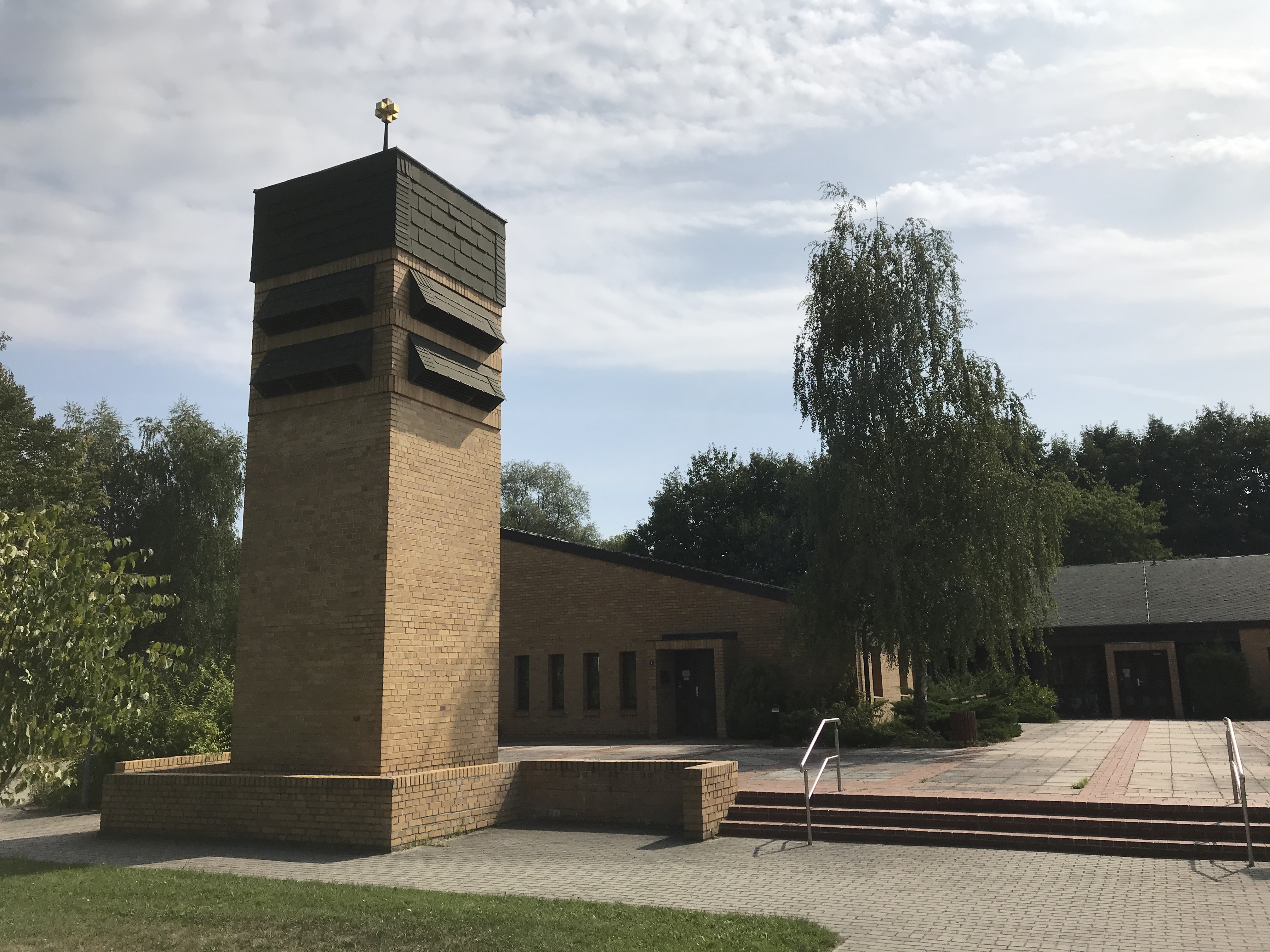
クリストス教会(グライフスヴァルト)

北ドイツ福音ルター派教会、メクレンブルク・ポンメルン教区で用いられている基本礼拝式文Ⅰである。この教区には改革派教会信徒も含まれているが、この礼拝式文は福音主義教会礼拝式文に準拠しており、式次第の大半はルター派礼拝式文に従った形式である。
【A 礼拝開始と祈り】
- 鐘楼で鐘を鳴らす
- オルガン前奏曲
- 礼拝開始の挨拶
司式者/主が汝らとあらんことを。
会衆/御霊と共にあらんことを！
- 礼拝開始のことば
司式者/父と子と聖霊のみ名によって。
会衆/アーメン
司式者/ 我らの救いは主の御名にあり。
会衆/天と地は創造された。
 司式者/我らの主イエス・キリストの恵みと神の愛、聖霊の注ぐ共同体が汝らと共にあるように。
会衆/聖霊と共にありますように。
- 礼拝準備祈祷
司式者/我らの背負う重荷を神は取り去り、
我らが自由な心で汝に奉仕し賛美できるように導かれ給う。
我らの主イエス・キリストによって。アーメン。
- 罪の告白
司式者/我らは神の言葉を互いに聞くために、ここに集い、
祈りと賛美において神を呼び求めるため、
我らは思い、語り、行為において罪を犯したことを、神を前にして、認めます。
自分たちの能力で、我らは自由になり得ません。
それゆえ、我らはキリストに目を向け、祈ります。神は我ら罪びとに慈しみ深い。
司式者/会衆/全能なる神よ、我らを憐れみ給え。神は我らの罪を赦し、永遠の生命に導き給う。アーメン。
司式者/慈しみ深き神よ、我らを憐れみ給え。我らのために、イエス・キリストは亡くなられた。
イエス・キリストによって、神は我らを赦し、我らを彼の弟子にする。
神を信じ、洗礼を受ける者は、天国の救いを受ける。神は我らすべてにこの恵みを与え給える。
会衆/アーメン。
司式者/我らは神の言葉を互いに聞くために、ここに集い、
善き賜物を受けて、我らは神に向かう。
神を前にして、我らが神の御前から離れたことを認め、告白する。
それゆえ、我らにおいて憐れみを願い給う。
司式者/会衆/全能なる神よ、我らを憐れみ給え。
神は我らの罪を赦し、永遠の生命に導き給う。アーメン。
- 詩編朗読
- グロリア・パトリ(栄唱) 
父と子と聖霊に栄光あれ、はじめも今も後も、とこしえに。アーメン(歌唱) 
通常はEG Nr. 177の曲で歌う。日本では(讃美歌21)25番に収録。
- 歎願(キリエ) 
司式者/汝、イエス・キリストは我らのために、人として生まれました。
司式者/ Kyrie eleison(主よ、憐れみたまえ) 
会衆/主よ、憐れみたまえ
司式者/ 汝、イエス・キリストは我らのために、十字架上で死なれた。
司式者/ Christe eleison(キリストよ、憐れみたまえ)
会衆/キリストよ、憐れみたまえ
司式者/汝、イエス・キリストは我らのために、死から復活された。
司式者/Kyrie eleison(主よ、憐れみたまえ) 
会衆/我らに憐れみを!(歌唱)
州教会讃美歌集EG 178,1-14、日本では(讃美歌21)30-35番に収録。
- 歎願(グロリア)(神に栄光あれ) 
司式者/天には栄光、神にあれ、
会衆/地には平和、御心に適う人にあれ。
- 讃美歌/ Allein Gott in der Höh sei Ehr (EG Nr. 179, 1)、日本では(讃美歌21)37番に収録
- 主日の祈祷
司式者/祈りましょう。
司式者/沈黙祈祷
司式者/主日の祈り
会衆/アーメン

【B 宣教と信仰告白】
- 旧約聖書日課　　
司式者/旧約聖書日課朗読
- 使徒書聖書日課
司式者/使徒書聖書日課朗読
- ハレルヤ唱(受難節にはアーメンのみ)
会衆/ハレルヤ、ハレルヤ、ハレルヤ（歌唱）
- 讃美歌
- 福音書日課
司式者/福音書朗読個所の告知(会衆は起立する)
会衆/主に栄光あれ。
司式者/福音書朗読
会衆/キリストに誉れあれ。
- 信仰告白
使徒信条もしくはニカイア信条朗読(会衆は起立する)
司式者/われ、神を信ず
会衆/われは天地の創造主、全能の父、神を信ず。
神のひとり子、我らの主イエス・キリストを信ず。聖霊により宿り、おとめマリアより生まれ、
ポンテオ・ピラトの下で苦しみを受け、十字架につけられ、死後葬られ、死の国に下られ、三日目に死者からよみがえり、
天に昇られ、全能の父である神の右に座したもう。そこから来られて生ける者と死にたる者を裁きたもう。
我は聖霊を信ず。聖なるキリスト教会、聖徒の結びつき、罪の赦し、死者のよみがえり、永遠のいのちを信ず。
アーメン。
- 主日説教前讃美歌
- 説教
- 讃美歌
- 牧師/ 説教
- 賛美歌/オルガン独奏/沈黙
- 告示/ (教会員消息報告、教会行事報告、案内)
- 賛美歌(席上献金)
- 献金感謝の祈り/司式者/祈祷
会衆/アーメン。
- 代願祈祷/司式者/とりなしの祈り

【 C 聖餐式】
- 大きな感謝祈祷 
司式者/主の平安が汝らと共にあらんことを
会衆/御霊も共おられるように(歌唱)
司式者/汝ら、心を高く挙げん
会衆/主に向かい心を高く挙げん。
司式者/主なる神に感謝を捧げよ
会衆/感謝はふさわしく、正しいもの(歌唱)

- サンクトゥス(歌唱)
会衆/聖なる、聖なる、聖なる万軍の主。
主の栄光は天と地に満つ。天にはホーサーナ。
主の御名によって来られる方を讃えよ。天にはホーサーナ。
州教会讃美歌集Nr.EG 185,1-5、日本では(讃美歌21)37番に収録
- 聖餐の祈祷Ⅰ/司式者/祈祷
- 聖餐制定
 司式者/私たちの主イエス・キリストは苦しみを受ける前夜、パンを取り、感謝し、これを裂き、弟子たちに与えて言われました。
「取って食べなさい、これはあなた方のための私のからだである。私の記念のためこれをおこないなさい」
 食事の後、杯を同じ様にして弟子たちに言われました。
「取って、飲みなさい。これは罪の赦しのため、あなたがたのために流す私の血における新しい契約である。
私の記念のためこれをおこないなさい」
- 聖餐制定後の応唱
 司式者/信仰の神秘
会衆/主の死を我らが宣べ伝え、主の蘇りを賛美せん、主が栄光に満ちて来られるまで
- 聖餐の祈祷Ⅱ/司式者/祈祷
会衆/アーメン。
- 主の祈り 
 司式者、会衆/天の父よ。
汝の名が讃えられますように。
汝の国が来ますように。
御心が天と同じくこの地においても成されることを。
我らの日々のパンを今日も与え給え。
我らに罪を犯す者たちを我らが赦すように、
我らの罪も赦し給え。
我らを試みに会わせず、悪から救い給え。
国と、力と栄光も永遠に汝のものなり。アーメン。
- 平和の祈り
 司式者/主の平和が汝らと共にあるように
会衆/主と共に平和があるように。
- 神の子羊(アグヌス・デイ)  
会衆(歌唱)/世の罪を取り除く神の子羊、キリストよ。我らを憐れみ給え。
世の罪を取り除く神の子羊、キリストよ。我らを憐れみ給え。
世の罪を取り除く神の子羊、キリストよ。平和を与え給え。アーメン。
州教会讃美歌集Nr.EG 190,1-2、日本では(讃美歌21)86、87番に収録
- 配餐
イエス・キリストの体であるパン(Hostie-聖餅、ホスチア)とイエス・キリストの血である葡萄酒が陪餐者に祭壇前で与えられる。
- 配餐のことば
 牧師/汝のために与えられたキリストのからだ。
会衆/アーメン。
 牧師/汝のために流されたキリストの血。
会衆/アーメン。
- 感謝歌唱
司式者/ 主に感謝せよ、主は慈しみ深い。
会衆/主の恵みは永久に絶えることが無い、ハレルヤ 
司式者/聖餐感謝祈祷
会衆/アーメン。

【 D 派遣と祝祷】
- 主の祈り (聖餐式がなかった場合)
- 説教壇からの告示(消息報告、教会行事報告、案内)
- 派遣の言葉
司式者/牧師/主の平安のうちに行きましょう！
会衆/神に賛美と感謝。
- 祝祷
司式者/牧師/主があなたを祝福し、あなたを守られるように。
主が御顔をあなたに向けて、あなたを照らして、あなたに恵みを与えられるように。
主があなたに御顔を上げられ、平安を賜りますように！
会衆/アーメン
- オルガン後奏